# آنابل گوزمان
آنابل گوزمان (انگلیسی: Anabel Guzmán؛ زادهٔ ۸ سپتامبر ۱۹۹۱) بازیکن فوتبال اهل ونزوئلا است.
از باشگاه‌هایی که در آن بازی کرده‌است می‌توان به باشگاه فوتبال کاراکاس اشاره کرد.
وی همچنین در تیم ملی فوتبال Venezuela بازی کرده‌است.